# Club Hoquei Carpesa
El Club Hoquei Carpesa és un club esportiu, fundat l'any 1971, dedicat a la pràctica de l'hoquei herba i hoquei sala. La seua seu es troba a Carpesa, poble de València de 1200 habitants.
El club compta amb una escola i equips amateurs de competeixen en diverses categories. El primer equip, tant masculí com femení, juga en la màxima categoria valenciana.
El club no compta amb instal·lacions pròpies per a la pràctica de l'esport pel que es desplaça a diversos camps de joc com el camp d'herba del poliesportiu de Beteró o el pavelló de la Malva-rosa, ambdós a la ciutat de València.